# グッド・ベアデー
グッドベア・デー（GOOD BEAR DAY）は、テディベアの名の由来となったセオドア・ルーズベルト大統領の生まれた日：10月27日であり、テディベアファンにとってゆかりの深い日となっている。

## 経歴
- 1951年、アメリカのラッセル・マクリーンが病と闘う子供達にテディベアを贈る活動を開始。共感を呼ぶ。
- 1969年、ハワイ・ホノルルにジェームズ・オウンビーが「グッドベアーズ・オブ・ザ・ワールド」を設立。
- 1970年、ボブ・ヘンダーソンがイギリス支部開設。
- 1973年、ジェームズ・オウンビー、ボブ・ヘンダーソンが10月27日を「グッドベア・デー」とし、「心の支えを必要としている人にテディベアを贈る」活動を実践する日とした。